# Serguéi Namiotkin
Serguéi Semiónovich Namiotkin (en ruso: Серге́й Семёнович Намёткин; 9 de juniojul./ 21 de junio de 1876greg.–5 de agosto de 1950) fue un químico, investigador prominente en la química de los terpenos  y de la transposición de canfenos.

## Transposición de Namiotkin
La Transposición de Namiotkin es el cambio de un grupo metilo en la estructura de una molécula. El proceso también es denominado paso de 'Nametkin'. El cambio del vínculo en un anillo es de hecho una transposición de Wagner-Meerwein estándar. La reacción puede usarse en la práctica para producir terpenos utilizando clorocanfeno.

## Gabinete Conmemorativo Académico S.S. Namiotkin
El Gabinete Conmemorativo Académico S.S.Namiotkin, es un departamento del "Instituto de Síntesis Petroquímica A.V.Topchiev" establecido en 1974 con ocasión del centenario del nacimiento del académico. S.S.Namiotkin fue un científico excepcional en el campo de la química orgánica y la petroquímica, profesor de la Universidad Estatal de Moscú. La principal finalidad de esta institución es el estudio, sistematización y uso de sus archivos; y la investigación de los manuscritos de trabajos inéditos de S.S.Namiotkin en química orgánica.